# Comte de Leicester
Le titre de comte de Leicester fut créé sept fois, la première fois au XIIe siècle dans la pairie d'Angleterre (aujourd'hui éteint) ; après l’acte d’Union de 1707, il est devenu un titre de la pairie du Royaume-Uni, le dernier ayant été créé en 1837. Le siège du comte est à Holkham Hall, près de Wells-next-the-Sea (Norfolkshire).

## Histoire du titre

### Première création (1107)
- 1107-1118 : Robert Ier de Beaumont († 1118), fils de Roger de Beaumont et d'Adeline de Meulan ;

Les comtes de Leicester de la famille de Beaumont se servent dans leurs armes de l'échiqueté de Vermandois, semble-t-il le premier emblème utilisé à la naissance des armoiries, qui est porté par sept familles au XIIIe siècle et qui affiche la fierté d'appartenir à un lignage qui, par l'intermédiaire d'Adélaïde de Vermandois épouse de Hugues Ier de Vermandois, est d'ascendance carolingienne,.
- 1118-1168 : Robert II de Beaumont dit le Bossu  (1104 – 1168). Fils du précédent ;
- 1168-1190 : Robert III de Beaumont dit Blanches mains († 1190). Fils du précédent ;
- 1190-1204 : Robert IV de Beaumont dit Robert FitzPernel († 1204). Fils du précédent ;

- 1204-1218 : Simon IV de Montfort († 1218), fils de Simon III de Montfort et d'Amicie de Beaumont, fille de Robert III de Beaumont ;
- 1218-1239 : Amaury VI de Montfort (1192 † 1241). Fils du précédent :
- 1239-1265 : Simon V de Montfort (1208 – 1265). Frère du précédent.

Titre confisqué en 1265.

### Deuxième création (1265)
- 1265-1296 : Edmond de Lancastre (1245 – 1296), comte de Lancastre. Second fils du roi Henri III d'Angleterre ;
- 1296-1322 : Thomas de Lancastre (1278 – 1322), comte de Lancastre. Fils du précédent.

Titre confisqué en 1322.
- 1327-1345 : Henry de Lancastre (1281 – 1345), comte de Lancastre. Frère du précédent ;
- 1345-1361 : Henry de Grosmont († 1361), comte de Lancastre, Lincoln, Derby, puis duc de Lancastre. Fils du précédent ;

- 1361-1399 : Jean de Gand (1340 – 1399), comte de Lancastre, Richmond, Derby et Leicester, puis duc de Lancastre. Fils du roi Édouard III d'Angleterre, époux de Blanche, fille du précédent ;
- 1399 : Henri Bolingbroke (1367 – 1413), comte de Lancastre, Derby, Lincoln, Northampton, et duc d'Hereford et de Lancastre. Fils du précédent. Devint Henri IV en 1399.

Retour à la couronne en 1399.

### Troisième création (1564)
- 1564-1588 : Robert Dudley (1532 – 1588), fils de John Dudley.

### Quatrième création (1618)
- 1618-1626 : Robert Sidney († 1626) ;
- 1626-1677 : Robert Sidney († 1677) ;
- 1677-1698 : Philip Sidney († 1698) ;
- 1698-1702 : Robert Sidney († 1702) ;
- 1702-1705 : Philip Sidney (en) († 1705) ;
- 1705-1737 : John Sidney († 1737) ;
- 1737-1743 : Jocelyn Sidney († 1743).

### Cinquième création (1744)
- 1744-1759 : Thomas Coke (1703 – 1759).

### Sixième création (1784)
- 1784-1811 : George II Townshend (1755 – 1811) ;
- 1811-1855 : George III Townshend (1778 – 1855).

### Septième création (1837)
Le titre est renommé en comte de Leicester d'Holkham et coexiste avec celui de comte de Leicester jusqu'à la mort de George III Townshend en 1855.
- 1837-1842 : Thomas William Coke (1754 – 1842) ;
- 1842-1909 : Thomas William Coke (1822 – 1909) ;
- 1909-1941 : Thomas William Coke (1848 – 1941) ;
- 1941-1949 : Thomas William Coke (1880 – 1949) ;
- 1949-1976 : Thomas William Edward Coke (1908 – 1976) ;
- 1976-1994 : Anthony Louis Lovel Coke (1909 – 1994) ;
- 1994-2015: Edward Douglas Coke (1936 – 2015) ;
- depuis 2015 : Thomas Edward Coke (né en 1965).

Hériter apparent : son fils Edward Horatio Coke, vicomte Coke (né en 2003).